# N845 (België)
De N845 is een gewestweg in de Belgische provincie Luxemburg. Deze weg vormt de verbinding tussen Bertrix (N89) en Neufchâteau (N85). De N845 gaat bij Bertrix na de rotonde met de N89 een voor een paar honderd meter verder richting Ochamps, daarna zal de weg richting Ochamps nummerloos zijn.
De totale lengte van de N845 bedraagt ongeveer 15 kilometer.

## Plaatsen langs de N845
- Bertrix
- Neufchâteau